# Manduca fuliginosa
Manduca fuliginosa är en fjärilsart som beskrevs av Adolf G. Closs 1917. Manduca fuliginosa ingår i släktet Manduca och familjen svärmare. Inga underarter finns listade i Catalogue of Life.